# Alfonsisme

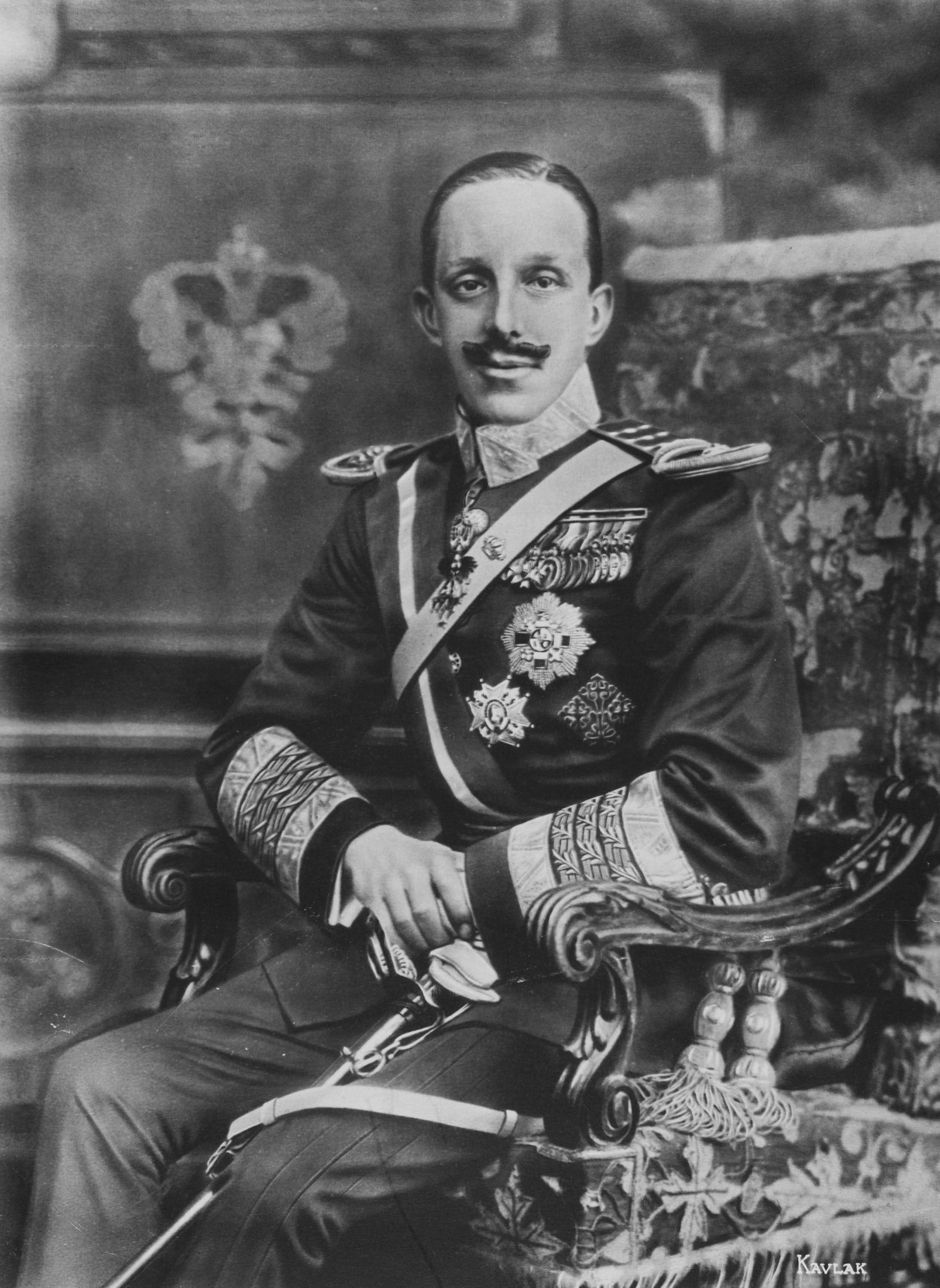
Alfonso XIII in 1916.

Het alfonsisme was een beweging die streed voor de restauratie van Alfonso XIII van Spanje als koning van Spanje. De beweging ontstond na het aftreden van Alfonso XIII en de uitroeping van de Tweede Spaanse Republiek in 1931. Een rivaliserende monarchistische beweging in Spanje was het carlisme.
Na de uitroeping van de Tweede Spaanse Republiek organiseerden de alfonsisten zich in de Renovación Española, die goede banden had met de Spaanse legerleiding. Renovación Española financierde de fascistische partij Falange Española. Een belangrijke vertolker van het alfonsisme was de parlementariër José Calvo Sotelo. De alfonsisten namen verschillende kenmerken van het fascisme van Benito Mussolini over, zoals het streven naar een corporatistische overheid. De alfonsisten werden – in tegenstelling tot de carlisten – geen massabeweging.
De alfonsisten steunden de Spaanse staatsgreep van juli 1936 en waren een onderdeel van de nationalistische factie gedurende de Spaanse Burgeroorlog. Onder druk van Francisco Franco fuseerde Renovación Española samen met de Falange Española, Confederación Española de Derechas Autónomas en de carlisten in 1937. De gefuseerde partij was officieel de voortzetting van de Falange Española. In 1947 werd er tussen Franco en de alfonsisten afgesproken dat prins Juan Carlos de opvolger zou worden van Franco. Juan Carlos was de kleinzoon van Alfonso XIII.

De vlag van Spanje tijdens het bewind van Alfonso XIII.